# Vonones I de Pàrtia
Vonones I fou rei de Pàrtia de l'any 7 (de fet el 8) fins al 10, i rei d'Armènia del 13 al 16 (nominalment fins al 18).
El rei Orodes III fou assassinat l'any 7 pels nobles que van demanar a August l'enviament de l'arsàcida Vonones I per fer-lo rei. Vonones I, fill de Fraates IV i germà de Fraates V estava a Roma com a ostatge des de vers el 25 aC en garantia del tractat entre el seu pare i Cèsar August.
El nou rei estava totalment romanitzat; no va arribar a Pàrtia fins a l'any següent (8) i aviat es va enemistar amb la noblesa per les seves costum romanes.
Artaban II, d'una línia col·lateral femenina, que ara era rei de la Mèdia Atropatene i abans havia viscut amb els nomades de la part oriental, es va rebel·lar el 10 dC. De primer moment Vonones va obtenir una victòria com acredita una de les seves monedes (on es titula "conqueridor d'Artaban") però després, com que no tenia suport popular ni nobiliari, va fugir a Armènia i va abdicar l'any següent (11).
El 12 va obtenir el suport d'una part de la noblesa armènia que va abandonar a Erato i l'any 13 fou coronat com a rei. Vers el 14 (o el 15) tots els partidaris d'Erato la van abandonar. Vonones complia el requisit de ser considerat un rei prorroma a Armènia i de ser acceptat pels feudals més propers als parts, però el seu rival de Pàrtia, Artaban III, no podia consentir aquesta amenaça permanent al seu flanc, i va demanar als romans que el deposaren i l'emperador Tiberi, que no volia una guerra amb els parts, va donar certes seguretats. Vonones, que no coneixia aquesta circumstància, davant l'amenaça d'una invasió per part d'Artaban, va demanar suport als romans i l'emperador Tiberi el va cridar a Cilícia i quan va arribar alli el va retenir però li va conservar el títol i els honors reials.
El buit de poder a Armènia fou aprofitat per Artaban III, que va fer coronar al seu fill Orodes que va governar del 16 al 18 i fou reconegut bona part de la noblesa, però els romans van imposar a Zenon del Pont (va regnar amb el nom d'Artaxes III) l'any 18.
Vonones va ser mort pels seus guardies l'any 19 quant es va voler escapar.